# 257261 Ovechkin
257261 Ovechkin è un asteroide della fascia principale. Scoperto nel 2009, presenta un'orbita caratterizzata da un semiasse maggiore pari a 2,3764562 UA e da un'eccentricità di 0,1432688, inclinata di 2,17932° rispetto all'eclittica.
L'asteroide è dedicato all'hockeista russo Aleksandr Michajlovič Ovečkin.